# Martie 1983
Acest articol este generat integral pe baza informațiilor din articolul 1983 și este actualizat periodic de un robot.
 Editările făcute în articol vor fi șterse la următoarea actualizare! Dacă doriți să faceți modificări, editați articolul-sursă.

ianuarie -
februarie -
martie -
aprilie -
mai -
iunie -
iulie -
august -
septembrie -
octombrie -
noiembrie -
decembrie
Martie 1983 a fost a treia lună a anului și a început într-o zi de marți.

## Evenimente
- 1 martie: Trupa irlandeză U2 lansează al treilea album, War.
- 8 martie: Președintele Ronald Reagan numește Uniunea Sovietică "un imperiu al răului".
- 23 martie: Propunerea președintelui american, Ronald Regan, de a realiza un sistem de apărare antirachetă cu bază în spațiu, cu ajutorul unor noi tehnologii, Initiațiva de Apărare Strategică, supranumită și "războiul stelelor".
- 28 martie: Consiliul de Stat al României a adoptat Decretul privind regimul aparatelor de multiplicat, materialelor necesare reproducerii scrierilor și al mașinilor de scris, prin care se introduce controlul milițienesc asupra folosirii acestor aparate.

## Nașteri
- 1 martie: Daniel da Silva Carvalho, fotbalist brazilian
- 1 martie: Maxi Warwel, actriță germană
- 2 martie: Lisandro López, fotbalist argentinian (atacant)
- 3 martie: Kelly Key, cântăreață braziliană
- 5 martie: Pablo Daniel Brandán, fotbalist argentinian
- 5 martie: Irina Șuțka, handbalistă ucraineană
- 9 martie: Clint Dempsey (Clinton Drew Dempsey), fotbalist american (atacant)
- 9 martie: Cristian Fabbiani, fotbalist argentinian
- 9 martie: Shlomit Levi, cântăreață israeliană
- 14 martie: José Furtado (José Emílio Robalo Furtado), fotbalist portughez (atacant)
- 15 martie: Florencia Bertotti (María Florencia Bertotti Baleiron), actriță și cântăreață argentiniană
- 15 martie: Umut Bulut, fotbalist turc (atacant)
- 16 martie: Jon Ecker (Jon Michael William Ecker), actor american
- 17 martie: Astrid Guyart, scrimeră franceză
- 17 martie: Raul Meireles (Raul José Trindade Meireles), fotbalist portughez
- 18 martie: Eldin Karisik, fotbalist suedez
- 19 martie: Matthew Korklan, wrestler american
- 19 martie: Bae Jung-nam, actor sud-coreean
- 19 martie: Evghenie Pațula, fotbalist moldovean
- 19 martie: Bae Jung Nam, actor sud-coreean
- 19 martie: Evghenie Pațula, fotbalist din R. Moldova (atacant)
- 20 martie: Claudiu Mircea Ionescu, fotbalist român
- 20 martie: Eiji Kawashima, fotbalist japonez (portar)
- 21 martie: Anatolie Doroș, fotbalist din R. Moldova (atacant)
- 22 martie: Aleksandar Petrović, fotbalist sârb
- 23 martie: Hakan Kadir Balta, fotbalist turc
- 26 martie: Roman Bednář, fotbalist ceh (atacant)
- 26 martie: Oana Bondar, handbalistă română
- 26 martie: J-five (Jonathan Kovacs), cântăreț american
- 27 martie: Igor Picușceac, fotbalist din R. Moldova (atacant)
- 30 martie: Linnea Torstenson, handbalistă suedeză
- 31 martie: Ashleigh Ball (Ashleigh Adele Ball), actriță canadiană
- 31 martie: Adrian Cruciat, jucător român de tenis

## Decese
- 4 martie: Magdalena Rădulescu, pictoriță română (n. 1902)
- 10 martie: Vilmos Cseke (aka William Cseke), 67 ani, matematician român (n. 1915)
- 14 martie: Maurice Ronet (n. Maurice Julien Marie Robinet), 55 ani, actor francez (n. 1927)
- 15 martie: Coloman Braun-Bogdan, 77 ani, fotbalist român (n. 1905)
- 16 martie: Horia Lovinescu, 66 ani, dramaturg român (n. 1917)
- 22 martie: Tiberiu Bone, 53 ani, fotbalist român (n. 1929)
- 23 martie: Armand Lanoux, 69 ani, scriitor francez (n. 1913)
- 25 martie: Thomas S. Gates Jr., 76 ani, diplomat american (n. 1906)
- 27 martie: Hanna Malewska, 71 ani, scriitoare poloneză (n. 1911)
- 30 martie: Lisette Model, 81 ani, fotografă americană (n. 1901)